# Timbales
Timbales zijn muziekinstrumenten bestaande uit twee hoog en scherp klinkende trommels op statief. De bespeler van timbales noemt men een timbalero of timbalist.
Timbales worden voornamelijk gebruikt in Afro-Cubaanse en Caraïbische muziekstijlen.
Timbales zijn ontstaan in de militaire orkesten op Cuba aan het eind van de 19e en het begin van de 20e eeuw. Ze zijn oorspronkelijk bedoeld als draagbare kleine pauken (in de danzonstijl refereert het timbalepatroon nog steeds aan marsmuziek).
Sinds de tweede helft van 20e eeuw speelt de timbalero daarnaast diverse koebellen (meestal een cha-cha-bell en een contracampana), een woodblock, een of twee bekkens, een bombo (grote trom of bassdrum) en in de modernere stijlen ook een kleine trom.
Veel latin drummers nemen tegenwoordig het werk van de timbalero over en verwerken timbales in hun drumopstelling.